# فلورانسیا (کوبا)
فلورانسیا (به اسپانیایی: Florencia) یک منطقهٔ مسکونی در کوبا است که در استان سیه‌گو ده آویلا واقع شده‌است. فلورانسیا ۲۸۶ کیلومتر مربع مساحت و ۱۹٬۸۱۱ نفر جمعیت دارد و ۱۱۰ متر بالاتر از سطح دریا واقع شده‌است.